# Копальня Джакінт-Амброзія
Копальня Джакінт-Амброзія (Jacinth-Ambrosia) – гірничодобувне підприємство на півдні Австралії. 
Копальня, що належить компанії Iluka Resources Limited, видала першу продукцію 2009 році. Багаті на важкі мінерали піски вилучають за допомогою важкої техніки із приповерхневих шарів – товщина розкривних порід становить від 8 до 15 метрів при товщині покладу від 20 до 45 метрів.
Вилучені піски проходять через належну до копальні збагачувальну фабрику, здатну щогодинно приймати до 1000 тонн породи та продукувати при цьому 120 тонн концентрату важких мінералів. 
Отриманий концентрат вивозять автопоїздами до розташованого за 270 кілометрів порту Тевенард, звідки відправляють морським транспортом на завод сепарації у Нарнгулу (Західна Австралія). На першому етапі концентрат також могли відправляти на завод сепарації у Гамільтоні (закрився в 2017-му).
Станом на початок розробки запаси копальні оцінювались у 98 млн тонн руди, що містила 6,4 млн тонн важких менералів – з яких 50% припадало на циркон, 28% на ільменіт та 5% на рутил. Враховуючи такий вискоий вміст циркону, копальня після виходу на максимальну потужність мала протягом 5 років випускати 300 тисяч тонн цього мінералу, а також 160 тисяч тонн ільменіту та 30 тисяч тонн рутилу на рік. 
Первісно завершення розробки планувалось на 2020 рік, втім, в подальшому плановий термін діяльності копальні подовжили до 2029 року. В першій половині 2023-гоу копальня видала 139 тисяч тонн циркону (втім, вже у другій половині 2024-го загальний випуск концентрату важких мінералів склав лише 116 тисяч тонн).